# Michael Rupp
Michael Ryan „Mike“ Rupp (* 13. Januar 1980 in Cleveland, Ohio) ist ein ehemaliger US-amerikanischer Eishockeyspieler, der im Verlauf seiner aktiven Karriere zwischen 1997 und 2014 unter anderem 677 Spiele für die  New Jersey Devils, Phoenix Coyotes, Columbus Blue Jackets, Pittsburgh Penguins, New York Rangers und Minnesota Wild in der National Hockey League auf der Position des linken Flügelstürmers bestritten hat. Seinen größten Karriereerfolg feierte Rupp, der den Spielertyp des Enforcers verkörperte, in Diensten der New Jersey Devils mit dem Gewinn des Stanley Cups im Jahr 2003.

## Karriere

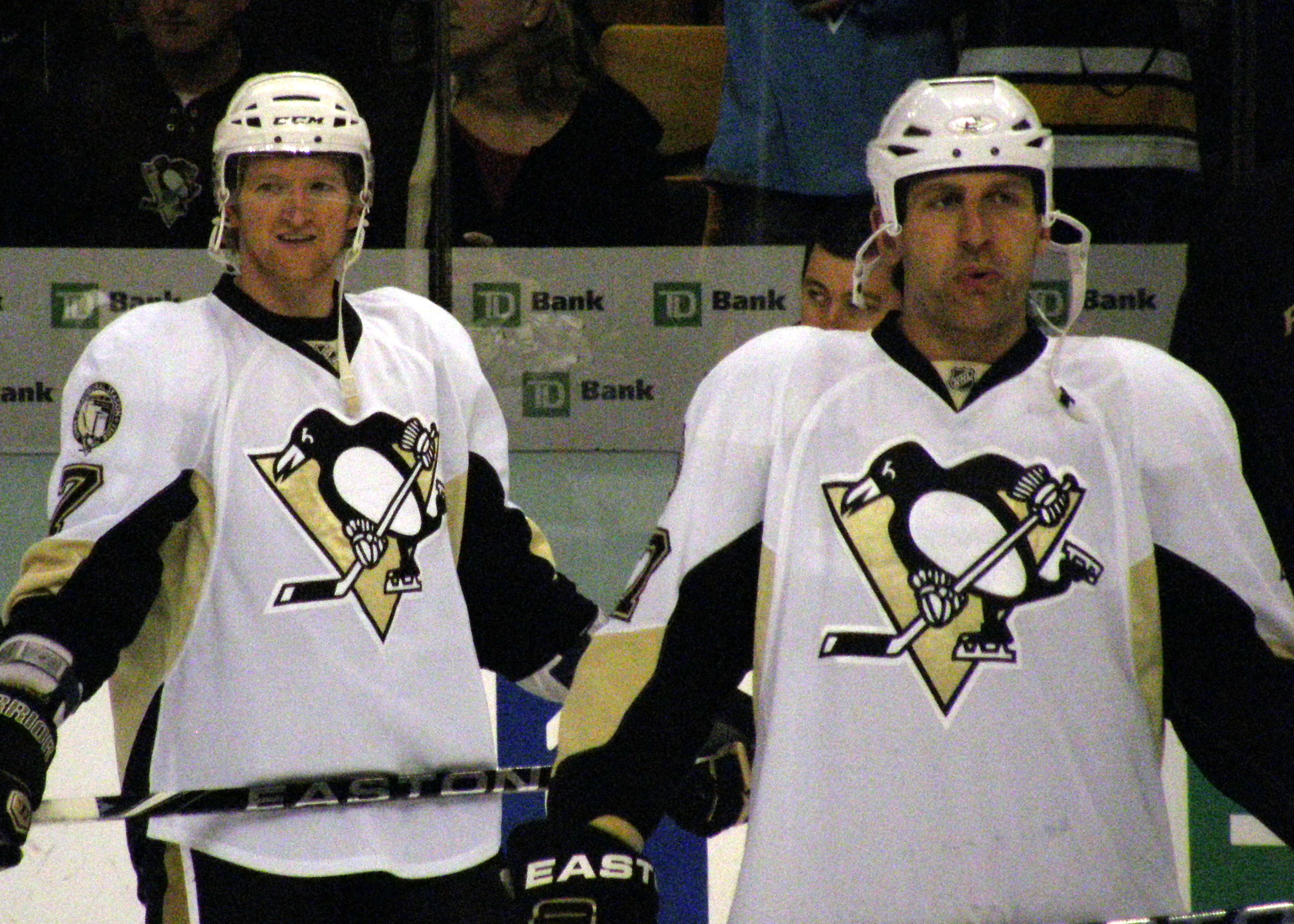
Rupp (rechts) mit Paul Martin im Trikot der Pittsburgh Penguins

Michael Rupp begann seine Karriere als Eishockeyspieler in der Ontario Hockey League, in der er von 1997 bis 2000 für die Windsor Spitfires und Erie Otters aktiv war. In dieser Zeit wurde er zunächst im NHL Entry Draft 1998 in der ersten Runde als insgesamt neunter Spieler von den New York Islanders ausgewählt. Da diese ihn jedoch in den folgenden beiden Jahren nicht unter Vertrag nahmen, wurde Rupp im NHL Entry Draft 2000 in der dritten Runde als insgesamt 76. Spieler von den New Jersey Devils gewählt. In seinen ersten beiden Spielzeiten in New Jersey spielte der Angreifer ausschließlich für deren Farmteam aus der American Hockey League, die Albany River Rats.
In seinem Rookiejahr in der National Hockey League gewann Rupp in der Saison 2002/03 auf Anhieb den Stanley Cup mit den Devils, die ihn im März 2004 an die Phoenix Coyotes abgaben, wo er die folgenden eineinhalb Jahre spielte, wobei er während des Lockouts in der NHL-Saison 2004/05 für die Danbury Trashers aus der United Hockey League auflief.
Am 8. Oktober 2005 wurde Rupp von Phoenix zusammen mit Cale Hulse und Jason Chimera für Geoff Sanderson und Tim Jackman zu den Columbus Blue Jackets transferiert, für die er bis Saisonende aktiv war. Anschließend wechselte er als Free Agent zu seinem Ex-Klub New Jersey Devils. Von 2009 bis 2011 spielte Rupp für die Pittsburgh Penguins. Anschließend unterzeichnete er einen Kontrakt für drei Jahre bei den New York Rangers, die ihn am 4. Februar 2013 im Tausch gegen Darroll Powe und Nick Palmieri an die Minnesota Wild abgaben. Die Wild verlängerten seinen auslaufenden Vertrag im Juli 2014 nicht, woraufhin der 34-Jährige seine Karriere für beendet erklärte.

## Erfolge und Auszeichnungen
- 1998 Teilnahme am CHL Top Prospects Game
- 2003 Stanley-Cup-Gewinn mit den New Jersey Devils

## Karrierestatistik
(Legende zur Spielerstatistik: Sp oder GP = absolvierte Spiele; T oder G = erzielte Tore; V oder A = erzielte Assists; Pkt oder Pts = erzielte Scorerpunkte; SM oder PIM = erhaltene Strafminuten; +/− = Plus/Minus-Bilanz; PP = erzielte Überzahltore; SH = erzielte Unterzahltore; GW = erzielte Siegtore; 1 Play-downs/Relegation; Kursiv: Statistik nicht vollständig)